# Ferrari SF21
Ferrari SF21 je monopost zkonstruovaný týmem Scuderia Ferrari pro závodní sezonu 2021. Vůz řídil monacký jezdec Charles Leclerc a Španěl Carlos Sainz jr. Svůj soutěžní debut měl na Velké Ceně Bahrajnu 2021.

## Pozadí
Monopost Ferrari SF21 vychází z předchozího modelu SF1000.
Ferrari muselo v důsledku slabého výkonu loňského auta zvolit správnou oblast, kterou doslova překopou. Zvolili si zadní část vozidla, vytvořili nové zavěšení a převodovku. To jim spolu s prací provedenou na motoru umožnilo mít mnohem užší zadní část. Přetvořili také chladicí systém.
Změna pravidel měla především zasáhnout aerodynamiku. Jejím cílem bylo snížení hodnot vertikálního přítlaku a tlaku na pneumatiky. Proto se také rozhodli zvýšit aerodynamický přítlak a snížit odpor vzduchu.
Právě vysoký odpor vzduchu v kombinaci se slabou pohonnou jednotkou, která měla kvůli údajnému podvodu omezený výkon, měl v roce 2020 za následek nejhorší sezonu Ferrari za posledních 40 let.
Změny také proběhly v přední části. Vyvinuto bylo nové přední křídlo s novým nosem, ale šasi a zavěšení zůstalo stejné jako u SF1000

## Pohonná jednotka
Mattia Binotto uvedl, že nový motor si oproti loňskému vede dobře a že jeho výkon "velice" pokročil. Vysvětlil také, že rok 2021 je "přechodový" rok v rámci příprav na sezonu 2022.